# MAN NL262
MAN NL262는 1992년부터 1998년까지 MAN에서 생산하였던 저상 단층버스이다. 주로 홍콩에서 시티버스에 의해 운행되는 우측 핸들 차량으로 생산되었지만, 유럽 본토 시장을 위한 좌측 핸들 차량도 일부 제작되었으며, 기존 MAN NL202와 유사한 형태로 제작되었다. 이 차량의 후속 모델은 MAN 라이온스 시티이다.

## 운행하는 국가
- 홍콩: 신란터우 버스

## 경쟁 차종
자일대우버스
- 대우 BS110CN
- 대우 BS110ML
- 대우 BS120CN
- 자일대우 NEW BS110

현대자동차
- 현대 저상 슈퍼에어로시티
- 현대 저상 뉴슈퍼에어로시티

하이거 버스
- 하이거 하이퍼스